# ドイツキリスト教民主同盟
ドイツキリスト教民主同盟（ドイツキリストきょうみんしゅどうめい、ドイツ語: Christlich-Demokratische Union Deutschlands、略称: CDU）は1945年に結成されたドイツの中道右派政党。キリスト教民主主義、自由主義、社会保守主義を綱領とする包括政党である。
歴代党首のうちコンラート・アデナウアー、ルートヴィヒ・エアハルト、クルト・ゲオルク・キージンガー、ヘルムート・コール、アンゲラ・メルケル、フリードリヒ・メルツが連邦首相となって政権を担当。このキリスト教民主同盟と社会民主党（SPD）がドイツにおける二大政党である。国際民主同盟加盟。色分け勢力図などでは黒で示されることが多いが公式のシンボルカラーはオレンジ色。
連邦議会ではバイエルン州のみを地盤とするキリスト教社会同盟（CSU）とともに統一会派（CDU/CSU）を組みドイツ社会民主党（SPD）とともに議会内で二大勢力をなしている。なおCDUはバイエルン州では活動していないためCSUとCDUが競合することもなく実質的にはCSUはCDUのバイエルン支部となっている。これを踏まえて日本では選挙結果を「キリスト教民主・社会同盟」と統一会派で報道している。

## 政策的特色

### キリスト教民主同盟の宗教的根源
純粋カトリック政党だったかつての中央党とは異なりキリスト教民主同盟はあらゆる人々に開かれておりすべての人間の尊厳、自由、平等を認めている。「キリスト教の理解によれば人間、自然、環境は神の創造によるものである」とキリスト教民主同盟の基本綱領に記述されている。それゆえキリスト教民主同盟にとって神は人間を神の姿に似せて創造したのであり、そのことから人間の尊厳は守られるべきものとして導き出される。同時に、人間は計り知れない創造の一部分として見なされる。人間は神の創造されたものを意のままにしてはいけないのであり、それを守ることを神から委ねられている。キリスト教民主同盟は欧州連合憲章に記されている神に関する事項の定着、保証に尽力する。そのためにキリスト教の象徴を公共空間に目に見える形で保持すること、ならびにキリスト教の祝祭日を保持することに尽力するとされている。

### 経済政策

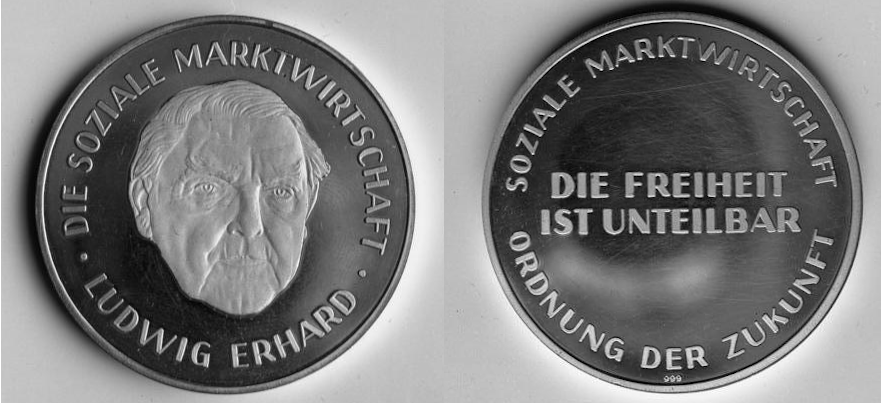
記念メダル: ルートヴィヒ・エアハルト、社会的市場経済

キリスト教民主同盟は社会的市場経済の確立に力を尽くし、これを未来に向けた自由と豊かさと安心に関する保証と見なす。グローバリズムの進展においてキリスト教民主同盟は社会的市場経済の国際的な拡大を望み、その際今まで得てきた経済的自由が守られるように求めている。その際、キリスト教民主同盟は経済的にも適切に運営され、社会的にも公正な政治を考えている。
キリスト教民主同盟は自由な民主政治と結びつけられている社会的市場経済を一つの経済モデルと見なしている。キリスト教民主同盟綱領によると、自由と責任ならびに競争と社会的協調は社会的市場経済によって一体性を得たとし、その一体的特徴が経済社会モデルを現実のものにし、社会的公正にも配慮することに成功したとしている。社会的市場経済の強化はより強められた自由と競争において基礎づけられると見なしている。その際、キリスト教民主同盟は自由な市場と競争による肯定的な社会構成力に信頼を置く。
社会市場経済の目標は全住民の完全雇用であり、安定し適切な経済成長とならびに堅実な財政の実現である。さらに、キリスト教民主同盟は現時点でまだ国家による経営関与がおこなわれている企業部門の民営化に努める。労働政策において、労働市場のフレキシブル化と国家の介入しない賃金協約に取り組む。この労働政策は失業問題の解決には合致しない。
今日の財政赤字は将来の増税につながるので、財政状況を戻すことをキリスト教民主同盟は強く主張している。価値と資産を生み出す公共投資はあくまでも貸付金として融資されるべきと主張している。

### 家族政策
キリスト教民主同盟は男女による婚姻に社会の模範像を見出すと同時に、家族の幸せの上に社会が作られると理解する。家族は父、母、子供たちから成立し、社会の基礎として存在していると見なしている。加えて、キリスト教民主同盟は違う生き方も尊重する。非結婚的な結合である同性愛者の共同生活が存在していることを認めている。キリスト教民主同盟は社会に寛容を広め、あらゆる差別に反対している。しかし、登録した同性愛者カップルが民事婚と同等化扱いすることをキリスト教民主同盟は認めていない。CDU/CSUとFDPは2009年における連立協定において一致して税法上の平等に反する冷遇措置を削減するとしたにもかかわらず、キリスト教民主同盟は登録した同性愛者カップルにおける法的地位を一般の夫婦と同等化扱いすることに反対し続けていくと表明している。キリスト教民主同盟は同性愛者カップルにおける法的地位同等化への反対を維持し、登録した同性愛者カップルが結婚している家庭よりも毎年1000ユーロ多い税金を納付することを求めている。これは子供のいない家庭が同様の措置を受けているからである。2011年6月6日にドイツ連邦議会法務委員会公聴会で専門家の過半数が同性愛者カップルによる養子縁組に賛成する意見を表明したが、キリスト教民主同盟はこの同性愛者カップルによる養子縁組に反対する。さらに、キリスト教民主同盟は同性愛者カップルの民事婚開放に反対する。

### 教育政策
キリスト教民主同盟は大学進学者向けのギムナジウム、職業訓練に教養科目を付加した実科学校、職業訓練中心の基幹学校の3つに分かれている現行の中等教育システムの維持を主張しており、ドイツ社会民主党（SPD）によって提案されている総合制学校の導入には反対している。

### 国内政策（内務大臣所管）
犯罪をより厳しく対処することによって社会の安全を高めることを求めている。特に、大災害とテロに対処する場合、ドイツ連邦軍をドイツ国内においても導入することを主張している。外国人政策において移住者の社会的統合が進展することをキリスト教民主同盟は期待している。さらに、移住者に向けたドイツ語教育へ援助し、適切に運営された移住者政策に尽力することを主張している。多重国籍は特例事項としてのみ導入するとしている。

### 外交政策

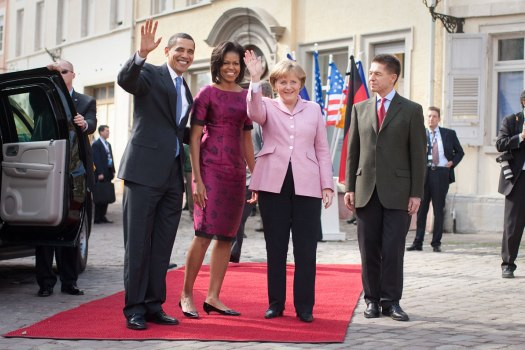
CDU所属メルケル首相（中央右）。2009年、バーデン＝バーデンにおけるNATOサミットにてオバマ米国大統領（前列左端）と共に。

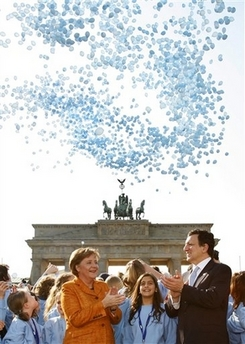
リスボン条約締結に積極的に動いたCDU所属メルケル首相（左）。ブランデンブルク門前にてバローゾ欧州委員会委員長と共に。

外交政策において、とりわけ、キリスト教民主同盟はアメリカと損なわれない健全な関係を維持することに努めている。イラク戦争開戦時、当時のゲアハルト・シュレーダー首相の率いる社会民主党（SPD）と同盟90/緑の党によるドイツ連邦政府が頻繁に示した反米姿勢に対してキリスト教民主同盟は非難を加えた。パリ‐ベルリン‐モスクワ‐北京による怪しげな同盟関係は西方同盟を取り替える存在にはならないとエドムント・シュトイバー（CSU）によって語られた。むしろ、ドイツはアメリカを世界の平和と自由の証人として必要としているとキリスト教民主同盟は見なしたのである。キリスト教民主同盟はトルコのEU完全加入を現時点では時期尚早と見なしている。完全加入の替わりにトルコに対しては特別待遇を与えた協力関係の構築を支持している。とりわけ、トルコが人権をしばしば侵害していること、トルコ政府が現時点でなお1915年のアルメニアにおける多量虐殺行為を否定していることがキリスト教民主同盟内部で議論になっている。加えて、トルコがキプロスを独立国として承認することもトルコのEU加入の基本的前提と見なしている。トルコが現時点でEU加盟交渉を申し出るならば、自動的にそのプロセスが動き出すことにキリスト教民主同盟を遺憾なことと見なしている。

### 欧州政策
キリスト教民主同盟は自党を欧州の政党として自負している。コンラート・アデナウアーとキリスト教民主同盟出身の後継首相たちによって欧州政党としての自己理解は根拠づけられている。その伝統においてキリスト教民主同盟は欧州連合を志向している。 今までの連邦共和国のイデオロギーは欧州統合市場とドイツ再統一で影響力をますます失った。今日においてもなおキリスト教民主同盟における欧州政策の方向づけに強い影響力を有しているのは元首相のヘルムート・コールである。彼は党内において欧州人の信念を持った政治家として評価されている。なぜなら、首相在職時にユーロ導入、EU域内市場創設、シェンゲン協定締結によって欧州統合を促進したからである。ユーロ危機の深刻化に際して、キリスト教民主同盟は新たに欧州統合策を示したが、姉妹政党のキリスト教社会同盟（CSU）よりも肯定的なスタンスを示している。キリスト教民主同盟の欧州議会議員は国家連合に向かう欧州連合の更なる発展に力を尽くしている。 アンゲラ・メルケル首相の下でキリスト教民主同盟（CDU）が主導するドイツ連邦共和国政府は2009年以降、政府間協定を強化し、欧州連合諸国以外の国家との連携も強めている。2011年の党大会後、ベルリンでキリスト教民同盟は従来主張していた国家共同体の原理と連邦国家の原理による政治的連合を求めるという路線から離れる決定を下した。

### 他党との関係
キリスト教民主同盟が優先する連立相手は通常の場合、自由民主党（FDP）である。キリスト教民主同盟は特に経済政策と税政において自由民主党と多くの点で共通理解があると見なしているからである。両党の間で異なった見解はとりわけ、市民権に関する領域において存在している。監視カメラ拡大措置、ならびに接続データの長期保存などをキリスト教民主同盟（CDU）は賛成しているが、自由民主党（FDP）は拒んでいる。キリスト教民主同盟（CDU）と並ぶ大政党であるドイツ社会民主党（SPD）とは州レベルで連立しており、連邦レベルでもキージンガー政権、第1次・第3次メルケル政権で大連立を組んでいる。いわゆる同盟90/緑の党との黒‐緑連立は自由ハンザ都市ハンブルクで2008年5月から2010年まで続いたのが最初の例だった。2013年からはヘッセン州で黒-緑連立を組んでいるほか、バーデン・ヴュルテンベルク州では、同盟90/緑の党出身のヴィンフリート・クレッチュマン州首相のもと、2016年5月から緑-黒連立を組んでいる。また、2009年9月から2012年1月まで自由民主党（FDP）、同盟90/緑の党と共にザールラント州で連立を組んでいた。なお、キリスト教民主同盟は左翼党（Linke）と極右政党との連立をあらゆるレベルで拒否している。

### キリスト教会との関係
設立時以来、キリスト教民主同盟はキリスト教諸教派に属する全ての者たちと非キリスト者たちに開かれている。キリスト教民主同盟が強調している「キリスト教的」という表現は、「キリスト教人間像」という概念と強く結びついている。1945年の党設立において、カトリックと新教の間にある政治的相違を克服することは、この党の名称にある「キリスト教的」という形容詞採用に関する主要動機でもある。そうであっても、強い支持基盤がローマ・カトリック教徒の多い地域にあるため、ローマ・カトリック教会に主導されていた中央党の後継政党としてキリスト教民主同盟が語られる時もある。
ベルリン自由大学における2005年での研究によると、キリスト教民主同盟党員の51%はローマ・カトリック教会に属していることを表明し、33.3%は福音主義教会に属しており、残りの15.7%教会に属していない状況である。
指導的な教会代表者による政治的発言に比べると、キリスト教民主同盟内において党規則に従った発言が多く出されており、加えて教会組織や社会政策において教会とは異なった立場や異論も出されている。生物工学やゲノム研究においても同様である。
キリスト教民主同盟におけるローマ・カトリック教徒の関心とキリスト教価値観を強固にするために、キリスト教民主同盟とキリスト教社会同盟にいるカトリック教徒の作業共同体が2009年11月15日に設立されている。また、キリスト教民主同盟、キリスト教社会同盟にいる福音主義教徒の集まった福音主義作業部会が1952年に設立されている。

## 歴史
CDUの歴史は1945年に始まる。この年6月、米英仏ソ4大国に分割されたうちソ連占領地区において、最初のキリスト教民主同盟の組織が結成・占領軍の政党認可を受けた。

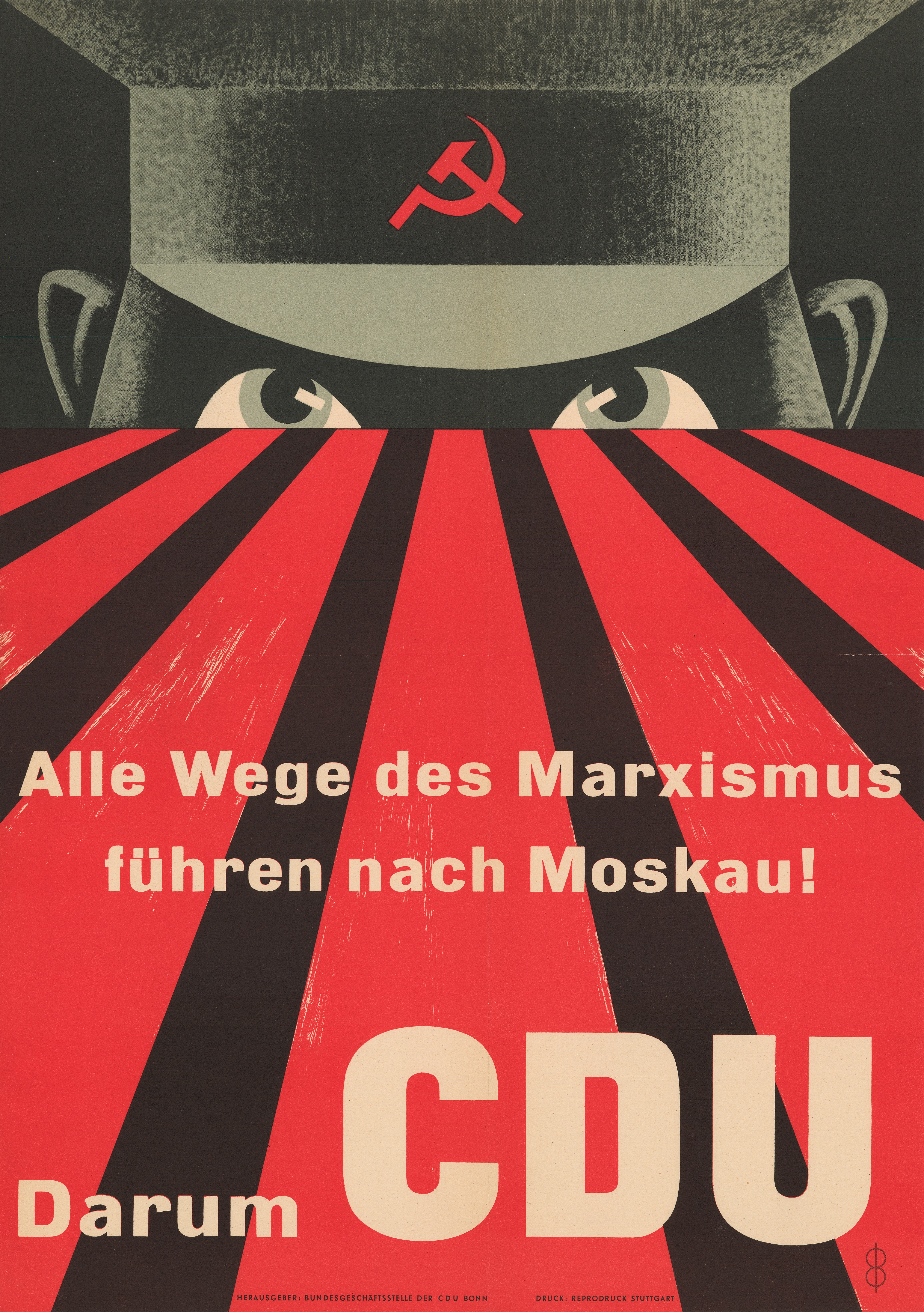
ドイツキリスト教民主同盟による反共主義ポスター（1953年）。「全てのマルクス主義の道はモスクワに通ず」と書かれている。

ヴァイマル時代にブルジョア諸政党の分裂がナチスの伸張をもたらしたという反省から諸政党の大合同が目指され、その際結党の理念となったのがキリスト教博愛主義であった。しかし、新設の政党のため各地で発足した同党の組織は政策・組織などもバラバラであった。西側では1947年にコンラート・アデナウアーの主導下に作成されたアーレン綱領がCDUに党としての一体性をもたらしたが、組織としては1950年まで全国指導部や党首をもたなかった。東側では主要な指導者であったシュライバー、ヘルメスが1945年にソ連占領軍により解任された後、ヤコブ・カイザーが指導者となった。カイザーはアデナウアーに並ぶ理論家・指導者であり、アデナウアーの西側偏重・東西分裂促進的な政策に強く反対したが、彼も1947年にソ連軍により解任され、西側に亡命した（後、アデナウアー政権で全ドイツ問題相となる）。カイザーの解任によって東側のCDUはドイツ社会主義統一党の完全な衛星政党となり、東ドイツにおいてはまったく無力な存在であった。東西統一後、東側の党はようやく西側と合流した。
アデナウアーの後は1963年、経済大臣のルートヴィヒ・エアハルトが首相に昇格し、奇跡的な経済成長（エアハルトの奇跡）の立役者として名声を博した。しかし党内指導力の不足から1966年に退陣し、クルト・ゲオルク・キージンガーを首相にドイツ社会民主党（SPD）と政権を組む「大連立」政権が樹立された。これを機に政権担当能力を得たSPDは1969年に自由民主党（FDP）とヴィリー・ブラントを首相とする連立政権を発足させ、CDUは下野することとなった。
1982年、SPDのヘルムート・シュミット首相の政権が建設的不信任によって倒れ、CDUのヘルムート・コールがFDPの支持も得て首相となり、13年ぶりに政権に復帰した。コールは東西ドイツ統一の首相として名声を得たが、16年におよぶコール政権が、1998年の連邦議会選挙で野党のSPDに敗北して政権を失うと、コールの首相在任中の闇資金疑惑などもあって支持が低迷。2002年の総選挙でもSPDが支持率を落としたにも拘らず政権を奪還できなかった。しかし、SPDのシュレーダー政権の下でも失業問題が改善されず、経済も不調なことなどから国民の支持を集め、各州議会の選挙では次々にSPDを破るほどになった。

### メルケル時代
2005年、シュレーダー首相が、連邦議会の解散に踏み切った際には世論調査でも自由民主党 (FDP) と合わせればCDU/CSUは過半数の支持率を得ていた。しかし、選挙戦終盤になって勢いが失速。9月18日の総選挙では、CSUと合わせて第1党にはなったものの改選前より議席を減らし、SPDとはわずか3議席（その後、候補者死亡により投票が繰り延べられていたドレスデンの選挙区で勝利したので4議席差）となり、勝ったとは言いがたい状態になり、FDPと合わせても過半数に届かなかった。このため、緑の党と連立交渉を行うが失敗。結局SPDとキージンガー政権以来の「大連立」を組んで、アンゲラ・メルケル党首がドイツ初の女性首相となった。基本政策の違う左右連立での政権運営は厳しいものになると予測され、実際に政策には政権内の妥協から果断さを欠く対処的なものとなったが、それでも4年間の大連立政権を維持しきった。
2009年9月27日の総選挙では議席を伸ばし単独で第1党を確保、CDU/CSUはFDPとの中道右派連立による第2次メルケル政権を発足させた。2013年の総選挙では、CDUは第一党を維持したものの、連立相手のFDPが惨敗したために、SPDとの三度目の大連立政権となった。2017年の総選挙でもCDUは第一党を維持したものの、反難民受け入れなどを掲げる極右のドイツのための選択肢(AfD)などの躍進によってCDU/CSUもSPDも大幅に得票を減らした。当初CDU/CSUはFDPや緑の党との連立を模索したが連立交渉に失敗し、SPDの大連立政権を継続せざるを得なくなった。2018年に入ると、バイエルン州やヘッセン州の州議会選挙でCDU/CSUやSPDは共に議席を減らしたため、メルケルは党首辞任と2021年での首相職退任を表明し、12月7日の党大会で行われた党首選挙でアンネグレート・クランプ＝カレンバウアーが選出された。クランプ＝カレンバウアーは連邦首相に就任することなく2020年に党首辞任を表明し、2021年1月16日の党大会で行われた党首選挙ではアルミン・ラシェットが新党首に選出された。2021年9月26日執行の連邦議会選挙でCDU/CSUの得票率は速報値で史上最低の24.1％にとどまり、SPDの25.7％に及ばなかった。ラシェットが党首辞任を申し出たため12月17日に党首選挙が行われ、フリードリヒ・メルツが新党首に選出された。

## 歴代党首
太字は連邦首相経験者
| 代 | 党首（Parteivorsitzende） | 党首（Parteivorsitzende）                                              | 在任期間        |
| -- | ------------------------- | ---------------------------------------------------------------------- | --------------- |
| 1  |                           | コンラート・アデナウアー（Konrad Adenauer）                            | 1946年 – 1966年 |
| 2  |                           | ルートヴィヒ・エアハルト（Ludwig Erhard）                              | 1966年 – 1967年 |
| 3  |                           | クルト・ゲオルク・キージンガー（Kurt Georg Kiesinger）                 | 1967年 – 1971年 |
| 4  |                           | ライナー・バルツェル（Rainer Barzel）                                  | 1971年 – 1973年 |
| 5  |                           | ヘルムート・コール（Helmut Kohl）                                      | 1973年 – 1998年 |
| 6  |                           | ヴォルフガング・ショイブレ（Wolfgang Schäuble）                        | 1998年 – 2000年 |
| 7  |                           | アンゲラ・メルケル（Angela Merkel）                                    | 2000年 – 2018年 |
| 8  |                           | アンネグレート・クランプ＝カレンバウアー（Annegret Kramp-Karrenbauer） | 2018年 – 2021年 |
| 9  |                           | アルミン・ラシェット（Armin Laschet）                                  | 2021年 – 2022年 |
| 10 |                           | フリードリヒ・メルツ（Friedrich Merz）                                 | 2022年 – (現職) |

## 内部構造
キリスト教民主同盟はバイエルン州以外のドイツ連邦共和国各州に支部組織を有している。各州議会において議員団を構成し有権者の負託にこたえている。

### 州支部データ
|                        | 州支部                                 |                                                                                       | 州代表                         | 党員数  | 党員比率 | 州議会        | 連邦議会      |
| ---------------------- | -------------------------------------- | ------------------------------------------------------------------------------------- | ------------------------------ | ------- | -------- | ------------- | ------------- |
| Baden-Württemberg      | バーデン＝ヴュルテンベルク州支部       | Thomas Strobl.jpg                                                                     | トーマス・ストローブル         | 060,071 | 0.64 %   | 24.1 % (2021) | 34.4 % (2017) |
| Berlin                 | ベルリン支部                           | 2014-09-09 - Kai Wegner MdB - 7002.jpg                                                | カイ・ウェグナー               | 012,244 | 0.39 %   | 18.0 % (2021) | 22.7 % (2017) |
| Brandenburg            | ブランデンブルク州支部                 | Stübgen, Michael-0895.jpg                                                             | ミヒャエル・シュテューベゲン   | 05,792  | 0.27 %   | 15.6 % (2019) | 26.7 % (2017) |
| Bremen                 | ブレーメン支部                         | Meyer-Heder, Carsten-2.jpg                                                            | カールステン・マイヤー＝ヘダー | 02,094  | 0.36 %   | 26.7 % (2019) | 25.0 % (2017) |
| Hamburg                | ハンブルク支部                         | Christoph Ploß 2020 by Jenny Paul – (01).jpg                                          | クリストフ・プロス             | 06,474  | 0.41 %   | 11.2 % (2020) | 27.2 % (2017) |
| Lower Saxony           | ニーダーザクセン州支部                 | Althusmann.jpg                                                                        | ベルント・アルトウスマン       | 056,667 | 0.83 %   | 33.6 % (2018) | 34.9 % (2017) |
| Hessen                 | ヘッセン州支部                         | MJK00898 Volker Bouffier.jpg                                                          | フォルカー・ボフィエー         | 035,865 | 0.67 %   | 27.0 % (2018) | 30.9 % (2017) |
| Mecklenburg-Vorpommern | メクレンブルク＝フォアポンメルン州支部 | Portrait Michael Sack.jpg                                                             | ミヒャエル・サック             | 05,065  | 0.37 %   | 13.3 % (2021) | 33.1 % (2017) |
| Nordrhein-Westfalen    | ノルトライン＝ヴェストファーレン州支部 | Eröffnung ICE-Instandhaltungswerk Köln-Nippes-9251.jpg                                | ヘンドリック・ブスト           | 122,326 | 0.80 %   | 33.0 % (2017) | 32.6 % (2017) |
| Rheinland-Pfalz        | ラインラント＝プファルツ州支部         | CDU_Kloeckner_0070.jpg                                                                | ユリア・クレックナー           | 038,267 | 1.09 %   | 27.7 % (2021) | 35.9 % (2017) |
| Saarland               | ザールラント州支部                     | Tobias Hans-6779.jpg                                                                  | トビアス・ハンス               | 016,028 | 1.87 %   | 40.7 % (2017) | 32.4 % (2017) |
| Sachsen                | ザクセン州支部                         | Michael Kretschmer-v2 Pawel-Sosnowski - Querformat (cropped).jpg                      | ミヒャエル・クレッチマー       | 010,307 | 0.30 %   | 32.1 % (2019) | 26.9 % (2017) |
| Sachsen-Anhalt         | ザクセン＝アンハルト州支部             | 2018-05-24 Abgeordnete(r) des Landtags von Sachsen-Anhalt IMG 6092 LR10 by Stepro.jpg | ホリガ－・シュタールクネヒト   | 06,297  | 0.33 %   | 37.1 % (2021) | 30.3 % (2017) |
| Schleswig-Holstein     | シュレースヴィヒ＝ホルシュタイン州支部 | Daniel Günther (2017).jpg                                                             | ダニエル·ギュンター            | 018,824 | 0.76 %   | 32.0 % (2017) | 34.0 % (2017) |
| Thüringen              | テューリンゲン州支部                   | Hirte, Christian-0221.jpg                                                             | クリスティアン・ヒルテ         | 09,282  | 0.50 %   | 21.8 % (2019) | 28.8 % (2017) |

上記の党員数等のデータは2019年現在のものである。

### 高支持率地域
キリスト教民主同盟の高支持率地域は、地方、あるいはローマ・カトリック教徒の比率が高いところである。ラインラント・ファルツ州のアイフェル地方、ノルトライン・ヴェストファーレン州のザウアーラント地方、パーダーボルン郡、ミュンスターラント、ニーダーザクセン州オルデンブルガーミュンスターラント地方のクロッペンブルク-ヴェヒタ郡、エムスラント郡、ザールラント州北部, テューリンゲン州のアイクスフェルト郡, ヘッセン州のフルダ市とその周辺, バーデン＝ヴュルテンベルク州オーバーシュヴァーベン地方のビーベラッハ郡、ラーフェンスブルク郡、ジグマリンゲン郡、南バーデン地方、およびザクセン州でキリスト教民主同盟は高い支持を得ている。
支持率が低い地域はルール地方の諸都市、ブレーメン、ニーダーザクセン州エムデンを中心とするオストフリースラント地方、旧東独のブランデンブルク州 、かつて東ベルリンと呼ばれていたベルリン東部地域である。
最近高支持率地域の溶解現象が勢いを増していることが確認されている。例えば、1983年ドイツ連邦議会選挙では27選挙区でキリスト教民主同盟は第1回投票で60%を超えていた。その時の最高投票を得た選挙区はビーベラッハ郡の75,1%であった。しかし、2005年ドイツ連邦議会選挙で60%を超えたのは64,4%を得たクロッペンブルク-ヴェヒタ郡の1選挙区だけであった。

## 選挙における党勢推移

### 連邦議会選挙
| 選挙日         | 得票数 （政党票） | ％    | 獲得議席  | （選挙区） |
| -------------- | ----------------- | ----- | --------- | ---------- |
| 1949年8月14日  | 5,978,636         | 25.2  | 115 / 402 | 91         |
| 1953年9月6日   | 10,016,594        | 36.4  | 197 / 509 | 130        |
| 1957年9月15日  | 11,875,339        | 39.7  | 222 / 519 | 147        |
| 1961年9月17日  | 11,283,901        | 35.8  | 201 / 521 | 114        |
| 1965年9月19日  | 12,387,562        | 38.0  | 202 / 518 | 118        |
| 1969年9月28日  | 12,079,535        | 36.6  | 201 / 518 | 87         |
| 1972年11月19日 | 13,190,837        | 35.2  | 186 / 518 | 65         |
| 1976年10月3日  | 14,367,302        | 38.0  | 201 / 518 | 94         |
| 1980年10月5日  | 12,989,200        | 34.2  | 185 / 519 | 81         |
| 1983年3月5日   | 14,857,680        | 38.2  | 202 / 520 | 136        |
| 1987年1月25日  | 13,045,745        | 34.5  | 185 / 519 | 124        |
| 1990年12月2日  | 17,055,116        | 36.7  | 268 / 662 | 192        |
| 1994年10月16日 | 16,089,960        | 34.2  | 244 / 672 | 177        |
| 1998年9月27日  | 14,004,908        | 28.4  | 198 / 669 | 74         |
| 2002年9月22日  | 14,167,561        | 29.5  | 190 / 603 | 82         |
| 2005年9月18日  | 13,136,740        | 27.8  | 180 / 614 | 106        |
| 2009年9月27日  | 11,828,277        | 27.3  | 194 / 622 | 173        |
| 2013年9月22日  | 14,913,921        | 34.1  | 254 / 630 | 191        |
| 2017年9月24日  | 12,447,656        | 26.8  | 200 / 709 | 185        |
| 2021年9月26日  | 8,770,980         | 18.9  | 151 / 735 | 98         |
| 2025年2月23日  | 11,196,374        | 22.55 | 164 / 630 | 128        |

- 出典：Bundestagswahlen（2022年2月20日閲覧）

### 欧州議会議員選挙
| 選挙日        | 得票数     | ％   | 獲得議席 |
| ------------- | ---------- | ---- | -------- |
| 1979年6月10日 | 10,883,085 | 39.0 | 33 / 81  |
| 1984年6月17日 | 9,308,411  | 37.5 | 32 / 81  |
| 1989年6月10日 | 8,332,846  | 29.5 | 24 / 81  |
| 1994年6月12日 | 11,346,073 | 32.0 | 39 / 99  |
| 1999年6月13日 | 10,628,224 | 39.2 | 43 / 99  |
| 2004年6月13日 | 9,412,009  | 36.5 | 40 / 99  |
| 2009年6月7日  | 8,071,391  | 30.6 | 34 / 99  |
| 2014年5月25日 | 8,807,500  | 30.0 | 29 / 96  |
| 2019年5月26日 | 8,437,093  | 22.6 | 23 / 96  |

出典：election.de（2022年2月20日閲覧）